# Bořetice
Bořetice (deutsch Borschetitz) ist eine Gemeinde in Tschechien. Sie liegt 11 Kilometer nordwestlich von Pelhřimov und gehört zum Okres Pelhřimov.

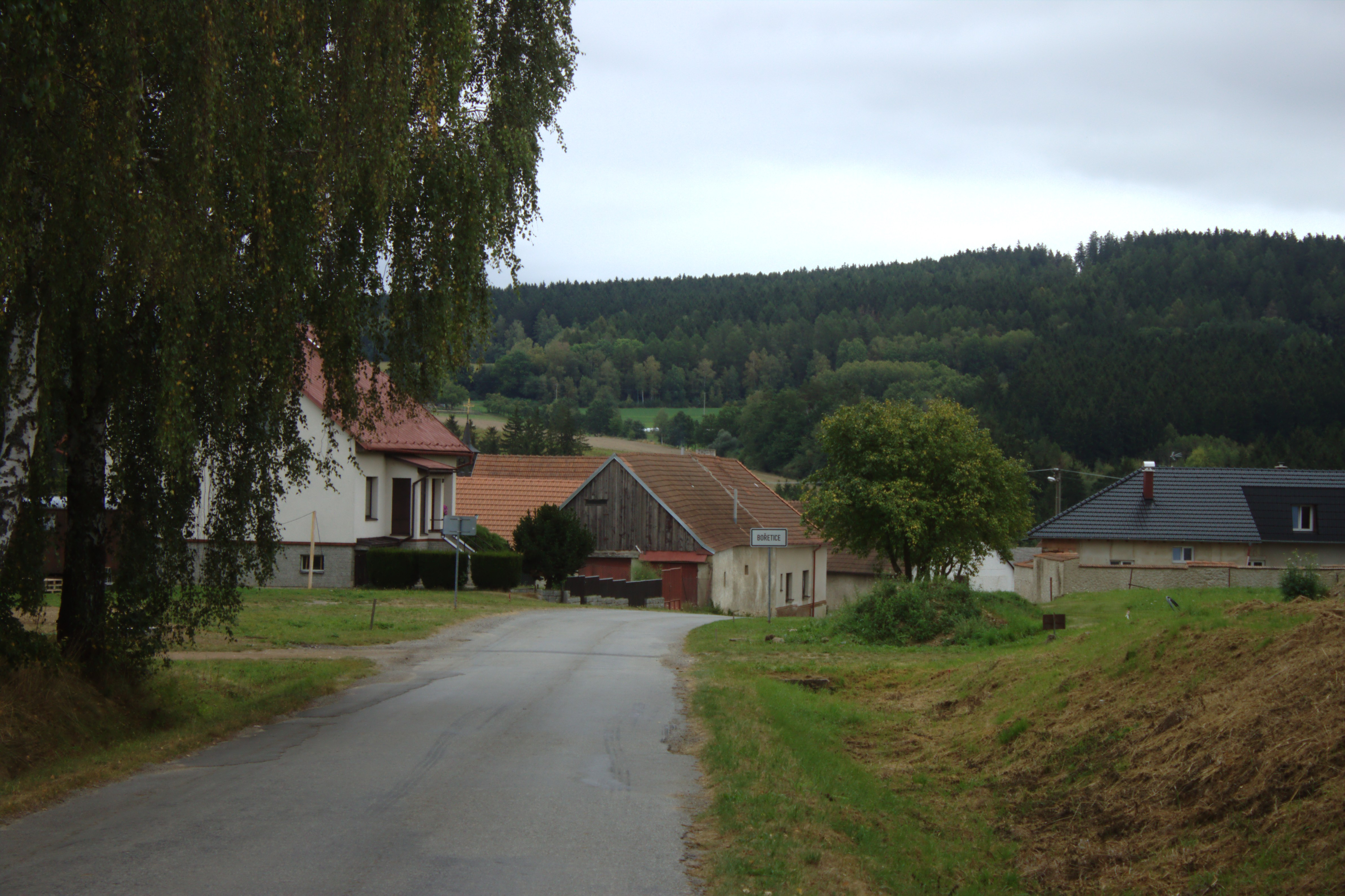
Ortsansicht

## Geographie
Bořetice befindet sich links des Bořetický potok auf einem Höhenzug zwischen den Tälern der Trnávka und des ihr zufließenden Baches. Östlich erhebt sich die Čertova skála (609 m), im Südwesten die Hůrka (554 m). Südlich liegt der Wald Račín.
Nachbarorte sind Vítovice und Hořepník im Norden, Rovná im Nordosten, Mašovice im Osten, Milotičky im Südosten, Útěchovice im Süden, Přáslavice im Südwesten, Březina im Westen sowie Lesná und Kyjov im Nordwesten.

## Geschichte
Die erste urkundliche Erwähnung von villa Boreticz ad Horzepnik erfolgte im Jahre 1300. Benannt ist das Dorf nach einem Lokator namens „Bořat“. Der Ort war ursprünglich Teil der dem Erzbistum Prag gehörigen Herrschaft Řečice gewesen und gelangte dann in den Besitz verschiedener Adelsgeschlechter. Bořetice wurde Teil der Herrschaft Loutkov.
Im Wald Račín soll sich eine Burg Račín befunden haben, die von den Hussiten während ihres Zuges von Pelhřimov zur Burg Choustník zerstört worden sein soll. Von den Herren Španovský von Lisov kaufte Jan Albrecht das Dorf und überschrieb es 1596 seiner Ehefrau Katharina von Albendorf. Zu Beginn des 17. Jahrhunderts wurde Christoph Wratislaw von Mitrowitz Besitzer von Bořetice. 1619 lagerte Kriegsvolk bei dem Dorf, das dann zur Feste Konipas bei Březina weiterzog. In der berní rula wurde das Dorf als Borželicze bezeichnet. 1928 entstand ein Denkmal für die Opfer des Ersten Weltkrieges.

## Gemeindegliederung
Für die Gemeinde Bořetice sind keine Ortsteile ausgewiesen.

## Sehenswürdigkeiten
- neogotische Kapelle, erbaut in der 2. Hälfte des 19. Jahrhunderts

## Söhne und Töchter der Gemeinde
- Václav Žáček (1905–1985), tschechischer Historiker
- aus Bořetice stammen die Eltern des Diözesanbischofs Franz Žak